# Blackwell (microarquitectura)
Blackwell és una microarquitectura de la unitat de processament gràfic (GPU) desenvolupada per Nvidia com a successora de la microarquitectura Hopper i la microarquitectura d'Ada Lovelace.
El nom de l'estadístic i matemàtic David Blackwell, l'arquitectura de Blackwell es va filtrar l'any 2022 i B100 i B40 es van revelar oficialment l'octubre de 2023 en un full de ruta oficial de Nvidia en una presentació oficial d'inversors de Nvidia per als inversors i es va anunciar oficialment a la conferència de Nvidia GTC 2024. el 18 de març de 2024.

## Detalls
Les millores arquitectòniques de l'arquitectura de Blackwell inclouen les següents:
- Capacitat de càlcul CUDA 10.0 per a B100 i B200
- Memòria d'amplada de banda alta 3E (HBM3E) per a B100 i B200
- Nuclis tensors de cinquena generació
- Motor transformador de segona generació
- NVLink 5.0 per a B100 i B200

L'esmentat xip Grace Blackwell GB200 arriba com a part clau del nou NVIDIA GB200 NVL72, un sistema informàtic de centre de dades refrigerat per líquid de múltiples nodes dissenyat específicament per a tasques d'entrenament i inferència d'IA. Combina 36 GB200 (és a dir, 72 GPU B200 i 36 CPU Grace en total), interconnectats per NVLink de cinquena generació, que enllaça xips per augmentar el rendiment.
El GB200 NVL72 proporciona un augment del rendiment de fins a 30 vegades en comparació amb el mateix nombre de GPU NVIDIA H100 Tensor Core per a càrregues de treball d'inferència LLM i redueix el cost i el consum d'energia fins a 25 vegades.